# André van den Bronk
André van den Bronk né Andreas Nicolaus Antonius le 24 décembre 1907 à Velsen et mort 13 mai 1997 à Cadier en Keer aux Pays-Bas est un prélat néerlando-béninois de l'Église catholique. Il est évêque de Parakou.

## Biographie

### Origines et études
André van den Bronk est né à Santpoort-Zuid dans la commune de Velsen le 24 décembre 1907. Enfant difficile à l'école primaire, il fait ses études secondaires en cinq ans à partir de 1921. Il étudie la philosophie à Chanly, où il adhère à la Société des missions africaines en prêtant serment le 29 juillet 1928. Il étudie la théologie à Bemelen entre 1928 et en 1929. Après la reprise du séminaire jésuite "Ore Place" à Hastings par la S.M.A., il va en Angleterre pour compléter sa théologie.

### Ordination et nomination
Au cours de sa quatrième année de théologie, André van den Bronk et la plupart de ses promotionnaires sont ordonnés prêtres le 19 décembre 1931 dans la chapelle du séminaire de Hastings par Peter Amigo (en), évêque de Southwark. Le 29 septembre 1932, André van den Bronkse rend en Afrique plus précisément au vicariat de la Gold Coast actuel Ghana,.
En février 1935, il est nommé curé de la paroisse du Sacré-Cœur, la seule de l'époque, dans la capitale Accra. Le 30 juillet 1946, il est nommé évêque titulaire de Tentyris (de).
Le 29 décembre 1946, André van den Bronk est consacré évêque dans la cathédrale de Cape Coast par son évêque anglais, W.Th. Porter. Il est nommé peu de temps après en Égypte comme vicaire apostolique et devient après cette mission le premier évêque de Kumasi,.
Il démissionne le 13 février 1962. Il est nommé par la suite évêque titulaire de Thubunae in Numidia (de) en 1962 puis évêque de la préfecture diocésaine de Parakou en 1964. Il occupe ce poste jusqu'en 1976.
Le 25 avril 1968, André van den Bronk se voit accorder la nationalité béninoise à sa demande.

## Mort
André van den Bronk est mort le 13 mai 1997 à Cadier en Keer.